# Brecht Verbrugghe
Brecht Verbrugghe (Roeselare, 29 april 1982) is een Belgisch voormalig voetballer die als verdediger of middenvelder speelde. Hij speelde onder meer voor KSV Roeselare, SV Zulte Waregem, AA Gent, KV Kortrijk en RAEC Mons.

## Spelerstatistieken
| Seizoen   | Club          | Land   | Competitie     | Wed. | Goals |
| --------- | ------------- | ------ | -------------- | ---- | ----- |
| 1988-1998 | KSV Roeselare | België | tweede klasse  | 27   | 1     |
| 2000-2003 | AA Gent       | België | Jupiler League | 7    | 0     |
| 2003-04   | Zulte Waregem | België | Jupiler League | 3    | 0     |
| 2004-05   | KV Kortrijk   | België | Jupiler League | 32   | 2     |
| 2005-06   | KV Kortrijk   | België | Jupiler League | 15   | 0     |
| 2006-07   | KV Kortrijk   | België | Jupiler League | 32   | 1     |
| 2007-08   | KV Kortrijk   | België | Jupiler League | 32   | 4     |
| 2008-09   | KV Kortrijk   | België | Jupiler League | 30   | 1     |
| 2009-10   | KV Kortrijk   | België | Jupiler League | 16   | 0     |
| 2010-11   | RAEC Mons     | België | ExqiLeague     | 17   | 1     |
| 2011-12   | RFC Tournai   | België | Derde Klasse   | 31   | 4     |
| 2012-13   | RFC Tournai   | België | Derde Klasse   | 34   | 5     |
| 2013-14   | RFC Tournai   | België | Derde Klasse   | 32   | 3     |
|           |               |        | Totaal         | 308  | 22    |